# Риттер, Вольфганг
Вольфганг Риттер (нем. Wolfgang Ritter; род. 1956) — немецкий флейтист, педагог.
Учился в Гамбурге у Карлхайнца Цёллера. В 1984 г. стал первым и единственным флейтистом, выигравшим Международный конкурс имени Иоганна Себастьяна Баха. С 1979 г. первая флейта Симфонического оркестра Северогерманского радио; в качестве солиста записал с оркестром, среди прочего, Концерт для флейты с оркестром Вольфганга Амадея Моцарта (1988, дирижёр Гюнтер Ванд). Преподаёт в Детмольдской и Любекской Высших школах музыки.